# Monomitopus microlepis
Monomitopus microlepis är en fiskart som beskrevs av Smith och Radcliffe, 1913. Monomitopus microlepis ingår i släktet Monomitopus och familjen Ophidiidae. Inga underarter finns listade i Catalogue of Life.